# Dichostates quadrisignatus
Dichostates quadrisignatus là một loài bọ cánh cứng trong họ Cerambycidae.